# Julien Levy
Julien Levy (Nueva York, 22 de enero de 1906–New Haven, 10 de febrero de 1981) fue un comerciante de arte y propietario de la Galería Julien Levy en la ciudad de Nueva York, importante como lugar de reunión para surrealistas, artistas de vanguardia y fotógrafos estadounidenses en los años 1930 y 1940.

## Biografía
Levy nació en Nueva York. Después de estudiar administración de museos en Harvard bajo Paul J. Sachs, Levy abandonó el estudio, viajó en barco a París y se hizo amigo de Man Ray, Marcel Duchamp y Berenice Abbott, a través de los cuales tomó posesión de una parte del archivo personal de Eugène Atget. En París también conoció a su futura esposa, Joella Haweis, hija de la artista y escritora Mina Loy.
De vuelta en Nueva York, Levy trabajó brevemente en la Galería Weyhe antes de establecer su propia galería neoyorquina en 602 Madison Avenue en 1931. Al concentrarse en la fotografía, organizó el primer espectáculo importante de Man Ray, presentó a Henri Cartier-Bresson a los EE. UU., y promovió muchas otras figuras europeas y americanas. El 29 de enero de 1932, se realizó la histórica exposición surrealista multimedia del trabajo de Pablo Picasso, Max Ernst, Joseph Cornell, Marcel Duchamp y la presentación de La persistencia de la memoria de Salvador Dalí (propiedad de Levy). También defendió el trabajo surrealista de Leon Kelly. Esta exposición fue la primera en Nueva York en mostrar los trabajos de los miembros del grupo oficial surrealista.
En 1937, la galería se trasladó a 15 East 57th Street, donde Levy montó la primera exposición individual de la obra de Frida Kahlo, del 1 al 15 de noviembre de 1938. Desde 1943 hasta 1949, la galería se ubicó en 42 East 57th Street. En 1945, Arshile Gorky tuvo su primera exposición individual allí.
Después de cerrar la galería, Levy enseñó en el Sarah Lawrence College y en la Universidad Estatal de Nueva York en Purchase. Los libros de Levy incluyen Memorias de una galería de arte y Surrealismo.

## bibliografía
Janis, Sidney (1944). Abstract and Surrealist Art in America. New York: Reynal and Hitchcock. p. 86. ISBN 978-0405007293